# Eccellenza Veneto 2005-2006
Il campionato italiano di calcio di Eccellenza regionale 2005-2006 è stato il quindicesimo organizzato in Italia. Rappresenta il sesto livello del calcio italiano.
Questi sono i gironi organizzati dal comitato regionale della regione Veneto.

## Girone A

### Squadre partecipanti
| Squadra                        | Città                                   |
| ------------------------------ | --------------------------------------- |
| U.S. Adriese                   | Adria (RO)                              |
| A.S. Arianese                  | Ariano nel Polesine (RO)                |
| U.S. Belfiorese                | Belfiore (VR)                           |
| U.S.D. Camisano                | Camisano Vicentino (VI)                 |
| U.S. Casaleone 1956            | Casaleone (VR)                          |
| U.S.D. Casalserugo             | Casalserugo (PD)                        |
| A.S.D. G.C. Castelnuovo Sandrà | Castelnuovo del Garda (VR)              |
| U.S.D. Cavazzale               | Cavazzale di Monticello Conte Otto (VI) |
| A.C. Gan Thiene Villaverla     | Thiene (VI)                             |
| A.S.D. Garcia Moreno Arzignano | Arzignano (VI)                          |
| A.S.D. La Nuova Piovese        | Piove di Sacco (PD)                     |
| A.C. Lonigo                    | Lonigo (VI)                             |
| A.C. Lugagnano                 | Lugagnano di Sona (VR)                  |
| A.C. Montebaldina              | Caprino Veronese (VR)                   |
| A.S.D. Pharma Bag San Paolo    | Padova (PD)                             |
| Virtus Vecomp Verona           | Verona (VR)                             |

### Classifica finale
|  | Pos. | Squadra                 | Pt | G  | V  | N  | P  | GF | GS  | DR  |
|  | ---- | ----------------------- | -- | -- | -- | -- | -- | -- | --- | --- |
|  | 1.   | Virtus Vecomp Verona    | 61 | 30 | 19 | 4  | 7  | 60 | 30  | +30 |
|  | 2.   | Nuova Piovese           | 56 | 30 | 17 | 5  | 8  | 53 | 34  | +19 |
|  | 3.   | Lugagnano               | 55 | 30 | 16 | 7  | 7  | 48 | 34  | +14 |
|  | 4.   | Cavazzale               | 45 | 30 | 12 | 9  | 9  | 54 | 38  | +16 |
|  | 5.   | Casaleone 1956          | 44 | 30 | 11 | 11 | 8  | 54 | 41  | +13 |
|  | 6.   | Casalserugo             | 43 | 30 | 12 | 7  | 11 | 30 | 31  | -1  |
|  | 7.   | Adriese                 | 43 | 30 | 13 | 4  | 13 | 42 | 44  | -2  |
|  | 8.   | Gan Thiene Villaverla   | 42 | 30 | 11 | 9  | 10 | 46 | 36  | +10 |
|  | 9.   | Lonigo                  | 42 | 30 | 10 | 12 | 8  | 35 | 27  | +8  |
|  | 10.  | Belfiorese              | 42 | 30 | 11 | 9  | 10 | 36 | 31  | +5  |
|  | 11.  | Pharma Bag San Paolo    | 40 | 30 | 9  | 13 | 8  | 40 | 30  | +10 |
|  | 12.  | Montebaldina            | 39 | 30 | 10 | 9  | 11 | 41 | 49  | -8  |
|  | 13.  | Castelnuovo Sandrà      | 38 | 30 | 10 | 8  | 12 | 43 | 36  | +7  |
|  | 14.  | Garcia Moreno Arzignano | 37 | 30 | 10 | 7  | 13 | 44 | 47  | -3  |
|  | 15.  | Camisano                | 26 | 30 | 7  | 5  | 18 | 28 | 52  | -24 |
|  | 16.  | Arianese                | 6  | 30 | 1  | 3  | 26 | 9  | 103 | -94 |

### Spareggi

#### Play-out
| Squadra 1               | Totale | Squadra 2          | Andata | Ritorno |
| ----------------------- | ------ | ------------------ | ------ | ------- |
| Camisano                | 1 - 2  | Montebaldina       | 1 - 1  | 0 - 1   |
| Garcia Moreno Arzignano | 0 - 9  | Castelnuovo Sandrà | 0 - 5  | 0 - 4   |

andata
| ??? 2006 | Camisano | 1 – 1 | Montebaldina |  |

| ??? 2006 | Garcia Moreno Arzignano | 0 – 5 | Castelnuovo Sandrà |  |

ritorno
| ??? 2006 | Montebaldina | 1 – 0 | Camisano |  |

| ??? 2006 | Castelnuovo Sandrà | 4 – 0 | Garcia Moreno Arzignano |  |

## Girone B

### Squadre partecipanti
| Squadra                           | Città                     |
| --------------------------------- | ------------------------- |
| F.B.C. Asolo Fonte                | Asolo (TV)                |
| A.S.D. Conegliano San Vendemiano  | Conegliano (TV)           |
| A.S.D. Cornuda Crocetta 1920      | Cornuda (TV)              |
| F.C. Edo Mestre                   | Mestre-Venezia (VE)       |
| U.S. Feltrese Prealpi             | Feltre (BL)               |
| U.S. Miranese                     | Mirano (VE)               |
| U.S. Opitergina                   | Oderzo (TV)               |
| A.S. Pievigina Calcio 1924        | Pieve di Soligo (TV)      |
| U.S. Ponzano Calcio               | Ponzano Veneto (TV)       |
| A.C. Romano d'Ezzelino            | Romano d'Ezzelino (VI)    |
| A.C.D. Sagittaria Julia           | Concordia Sagittaria (VE) |
| A.S.D. San Polo Gemeaz Cusin 1929 | San Polo di Piave (TV)    |
| A.C. Sandonà 1922 S.r.l.          | San Donà di Piave (VE)    |
| A.C. Tezze sul Brenta             | Tezze sul Brenta (VI)     |
| A.S. Union Quinto                 | Quinto di Treviso (TV)    |
| Union Vigontina                   | Vigonza (PD)              |

### Classifica finale
|  | Pos. | Squadra                   | Pt | G  | V  | N  | P  | GF | GS | DR  |
|  | ---- | ------------------------- | -- | -- | -- | -- | -- | -- | -- | --- |
|  | 1.   | Union Quinto              | 60 | 30 | 17 | 9  | 4  | 55 | 21 | +34 |
|  | 2.   | Edo Mestre                | 55 | 30 | 15 | 10 | 5  | 51 | 33 | +18 |
|  | 3.   | Romano d'Ezzelino         | 55 | 30 | 16 | 7  | 7  | 40 | 22 | +18 |
|  | 4.   | Asolo Fonte               | 50 | 30 | 14 | 8  | 8  | 42 | 31 | +11 |
|  | 5.   | Union Vigontina           | 50 | 30 | 14 | 8  | 8  | 43 | 34 | +9  |
|  | 6.   | Sagittaria Julia          | 45 | 30 | 13 | 6  | 11 | 41 | 42 | -1  |
|  | 7.   | Cornuda Crocetta 1920     | 43 | 30 | 11 | 10 | 9  | 36 | 37 | -1  |
|  | 8.   | Opitergina                | 40 | 30 | 10 | 10 | 10 | 29 | 27 | +2  |
|  | 9.   | Feltreseprealpi           | 38 | 30 | 9  | 11 | 10 | 32 | 36 | -4  |
|  | 10.  | Sandonà                   | 36 | 30 | 8  | 12 | 10 | 33 | 33 | 0   |
|  | 11.  | Conegliano San Vendemiano | 35 | 30 | 10 | 5  | 15 | 33 | 38 | -5  |
|  | 12.  | San Polo Gemeaz           | 34 | 30 | 8  | 10 | 12 | 31 | 32 | -1  |
|  | 13.  | Tezze sul Brenta          | 32 | 30 | 7  | 11 | 12 | 23 | 38 | -15 |
|  | 14.  | Ponzano                   | 25 | 30 | 5  | 10 | 15 | 29 | 50 | -21 |
|  | 15.  | Miranese                  | 24 | 30 | 4  | 12 | 14 | 24 | 40 | -16 |
|  | 16.  | Pievigina                 | 22 | 30 | 3  | 13 | 14 | 18 | 46 | -28 |

### Spareggi

#### Spareggio 2º posto
| Squadra 1  | Risultato   | Squadra 2         |
| ---------- | ----------- | ----------------- |
| Edo Mestre | 2 - 1 (dts) | Romano d'Ezzelino |

| ??? 2006 | Edo Mestre | 2 – 1 (d.t.s.) | Romano d'Ezzelino |  |

#### Play-out
| Squadra 1 | Totale | Squadra 2             | Andata | Ritorno |
| --------- | ------ | --------------------- | ------ | ------- |
| Miranese  | 0 - 4  | San Polo Gemeaz Cusin | 0 - 2  | 0 - 2   |
| Ponzano   | 1 - 2  | Tezze sul Brenta      | 1 - 1  | 0 - 1   |

andata
| ??? 2006 | Miranese | 0 – 2 | San Polo Gemeaz Cusin |  |

| ??? 2006 | Ponzano | 1 – 1 | Tezze sul Brenta |  |

ritorno
| ??? 2006 | San Polo Gemeaz Cusin | 2 – 0 | Miranese |  |

| ??? 2006 | Tezze sul Brenta | 1 – 0 | Ponzano |  |